# Lúcio Cornélio Cipião Barbato
Lúcio Cornélio Cipião Barbato ou Lúcio Cornélio Cipião Barbado (em latim: Lucius Cornelius Scipio Barbatus) foi um político da gente Cornélia da República Romana eleito cônsul em 298 a.C. com Cneu Fúlvio Máximo Centumalo. Cneu Cornélio Cipião Asina, cônsul em 260 e 254 a.C., e Lúcio Cornélio Cipião, cônsul em 259 a.C., eram seus filhos.
Barbato ficou famoso por seu papel como oficial militar patrício durante um período crucial da Terceira Guerra Samnita, quando Roma finalmente derrotou a coalizão de estados vizinhos que a ameaçava: os etruscos, úmbrios e samnitas, ajudados pelos gauleses sênones, o que permitiu a extensão de sua soberania e dominância por quase toda a península Itálica.

## Carreira

### Primeiros anos
Antes de 298 a.C., a guerra já havia irrompido entre Roma e a Etrúria quando os etruscos decidiram invadir Roma apoiados por mercenários gauleses, uma violação do tratado anterior. Os gauleses abandonaram a aliança e os etruscos se viram sozinhos para enfrentar um exército liderado pelo cônsul Tito Mânlio, que, contudo, morreu depois de cair do cavalo numa demonstração de suas habilidades equestres. A eleição para substituí-lo elegeu Marco Valério Corvo como cônsul sufecto. Ele seguiu para a Etrúria e começou a devastar o território tentando atrair os etruscos para uma batalha campal, o que eles lhe negaram.

### Terceira Guerra Samnita

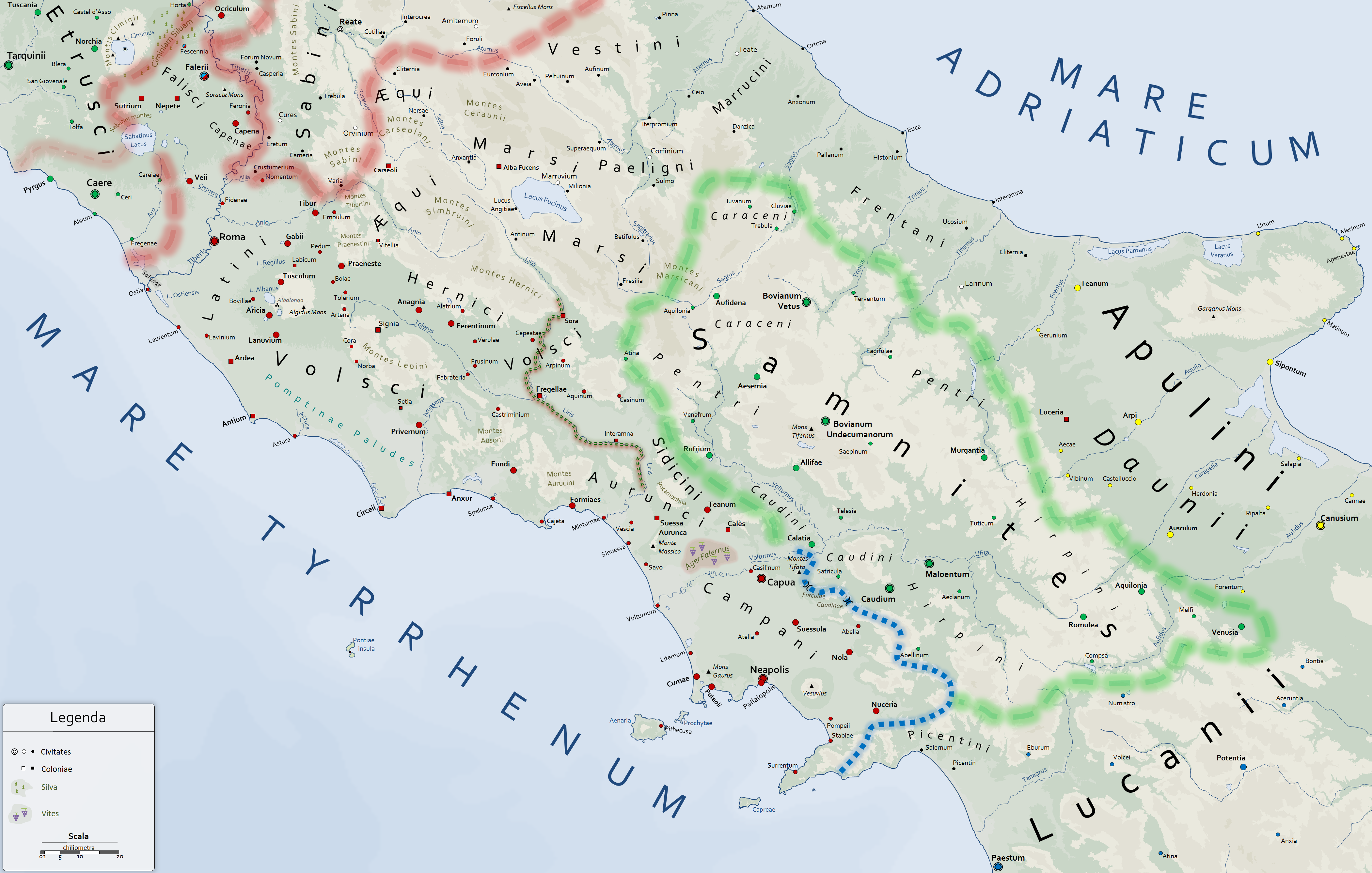
Mapa do centro da península Itálica na época da Terceira Guerra Samnita (298–290 a.C.).

### Consulado (298 a.C.)
Em 298 a.C., Ápio Cláudio Cego e Públio Sulpício se tornaram interreges por razões desconhecidas. Sulpício realizou uma eleição, que elegeu Lúcio Cornélio Barbato e Cneu Fúlvio Máximo Centumalo. Os lucanos falaram perante o Senado para reclamar que os samnitas estavam devastando seu país e pediram a proteção de Roma em troca de um tratado e reféns. O Senado concordou depois de algumas deliberações e enviou embaixadores para pedir que os samnitas se retirassem da Lucânia. Encontrando o exército samnita, os embaixadores foram informados que se levassem essa demanda até Sâmnio sairiam com vida; consequentemente, o Senado declarou guerra. No sorteio para decidir qual o cônsul que lideraria qual a campanha, Barbato foi o escolhido para ir para a Etrúria e Centumalo deu início às hostilidades da Terceira Guerra Samnita.
Os etruscos imediatamente perante a cidade de Volterra. Uma batalha de um dia não levou nenhum dos lados à vitória, mas, durante a noite, os etruscos se retiraram para suas cidades fortificadas deixando seu acampamento e equipamentos para os romanos. Acampando seu exército na fronteira etrúria, Barbato liderou uma coluna de infantaria leve para devastar o território inimigo.

#### Batalha de Tiferno (297 a.C.)
No ano seguinte, os etruscos pediram a paz. Os recém-eleitos cônsules para 297 a.C., Quinto Fábio Máximo Ruliano e Públio Décio Mus lideraram seus exércitos contra Sâmnio, com Barbato atuando como legado de Fábio Máximo. Conforme avançavam devastando o território samnita, os samnitas esperavam surpreendê-los numa emboscado num vale em Tiferno. Com uma força acampada ali para atrair os romanos, eles esconderam seu exército principal nas colinas atrás. Fábio percebeu o estratagema e levou seu exército numa formação quadrangular até o "esconderijo" dos samnitas, que foram forçados a descer para lutar uma batalha convencional.
Incapaz de conseguir a vitória, Fábio recuou os hastados de sua primeira legião da linha e enviou-os furtivamente, sob o comando de Barbato, por trás do flanco inimigo até o alto das colinas atrás deles, de onde eles haviam descido. Barbato recebeu ordens de coordenar um ataque pela retaguarda com uma carga de cavalaria especialmente vigorosa à linha de frente samnita. O plano deu completamente errado: a carga veio cedo demais e foi repelida. Um contra-ataque começava a romper a linha romana quando os homens de Barbato apareceram na colina e foram confundidos com um segundo exército romano, liderado por Décio Mus, o que seria um desastre para os samnitas se fosse verdade. Eles abandonaram o campo de batalha apressadamente deixando para trás 23 estandartes, 3 400 mortos e 830 prisioneiros. Na realidade, Décio Mus estava muito longe, no sul de Sâmnio.
Tendo derrotado o exército samnita, os dois cônsules começaram a sistemática destruição de Sâmnio pelos cinco meses seguintes enquanto não se realizava a nova eleição. Décio Mus marchou pelo território samnita conduzindo a partir de 45 acampamentos enquanto Fábio Máximo utilizou outros 86.

#### Campanhas com Cláudio e Flama (296 a.C.)
Depois que Ápio Cláudio Cego e Lúcio Volúmnio Flama Violente foram eleitos, eles ordenaram que Fábio Máximo e Décio Mus continuassem em Sâmnio por mais seis meses com poderes proconsulares. Cornélio Barbato continuou atuando como legado de Quinto Fábio Máximo.

#### Ponto de inflexão (295 a.C.)
As eleições de 295 a.C. precisavam ser realizadas e Flama foi convocado a Roma para conduzi-las. Fábio Máximo e Décio Mus foram eleitos novamente e Ápio Cláudio recebeu a função de pretor. Fábio Máximo insistiu em comandar as ações na Etrúria sem esperar o resultado do sorteio e, depois de intenso debate, o Senado cedeu ao seu pedido. Ele logo seguiu para lá, liberou Cláudio de seu comando e enviou-o de volta alegando que ele era um comandante que nada fazia por permitir que seus homens sentassem o dia todo no acampamento sem sequer exercitá-los com marchas para patrulhas e treino. Graças a Cláudio, Máximo foi logo reconvocado por causa de sua conduta na campanha etrusca e receber novas ordens. Cornélio Barbato aparece novamente no relato, indicando que ele permaneceu sob o comando de Fábio Máximo o tempo todo: ele é nomeado propretor da Legio II por Fábio, estacionada temporariamente em Clúsio e segue para Roma;

### Censor (280 a.C.)
Quase na época de sua morte, Cornélio Barbato foi eleito censor, em 280 a.C., juntamente com Cneu Domício Calvino Máximo. Seu mandato foi notável por ser o primeiro para o qual há um registro confiável, embora a posição em si já fosse muito antiga.

## Sarcófago e epitáfio
O Sarcófago de Lúcio Cornélio Cipião Barbato foi descoberto na Tumba dos Cipiões (o único a sobreviver completo no local) e está hoje nos Museus Vaticanos. Nele está preservado seu epitáfio, escrito em latim antigo em métrica saturniana, provavelmente um trecho de sua "laudatio funebris", gravado na base. Está presente ainda uma segunda inscrição no fastígio, por cima de uma inscrição anterior, que foi rasurada:
| Latim antigo (maiúsculo): CORNELIVS·LVCIVS·SCIPIO·BARBATVS·GNAIVOD·PATRE PROGNATVS·FORTIS·VIR·SAPIENSQVE—QVOIVS·FORMA·VIRTVTEI·PARISVMA FVIT—CONSOL CENSOR·AIDILIS·QVEI·FVIT·APVD·VOS—TAVRASIA·CISAVNA SAMNIO·CEPIT—SVBIGIT·OMNE·LOVCANA·OPSIDESQVE·ABDOVCIT | Latim antigo (minúsculo) Cornelius Lucius Scipio Barbatus Gnaivod Patre Prognatus Fortis Vir Sapiensque Quoius Forma Virtutei Parisuma Fuit Consol Censor Aidilis Quei Fuit Apud Vos Taurasia Cisauna Samnio Cepit Subigit Omne Loucana Opsidesque Abdoucit. | Latim clássico Cornelius Lucius Scipio Barbatus, Gnaeo patre prognatus, fortis vir sapiensque, cuius forma virtuti parissima fuit, Consul, Censor, Aedilis, qui fuit apud vos; Taurasiam Cisaunam, Samnio cepit, subigit omnem Lucaniam, obsidesque abducit. | Português Cornélio Lúcio Cipião Barbato, filho de Cneu, seu pai um homem forte e sábio, cuja aparência foi o reflexo de sua virtude que foi cônsul, censor edil entre vós – Taurasia Cisauna ele capturou em Sâmnio – subjugou toda a Lucânia e fez muitos prisioneiros. |

Além do elogio, a outra inscrição é o patronímico do defundo: "[L(UCIOS) CORNELI]O(S) CN(EI) F(ILIOS) SCIPIO".